# Вінерівський процес
Вінерівський процес в теорії випадкових процесів — це стохастичний процес з неперервним часом, що математично виражає випадкові блукання. Названий на честь Норберта Вінера. Це один з найбільш відомих процесів Леві (càdlàg стохастичний стаціонарний процес з незалежними приростами) і часто зустрічається в чистій та прикладній математиці, економіці, фінансовій математиці і фізиці. 
Вінерівський процес відіграє важливу роль у чистій та прикладній математиці. В чистій математиці, вінерівський процес породив вивчення мартингалів з неперервним часом. 

## Означення
Випадковий процес {\displaystyle (\xi _{t}),t\in [0,+\infty )} називається вінерівським, якщо:
- 1. Цей процес є процесом з незалежними приростами.
- 2. Для всіх {\displaystyle t_{1},t_{2},s\in [0,+\infty )} має місце слідування: {\displaystyle t_{1}<t_{2}\rightarrow {\mathcal {L}}(\xi _{t_{2}+s}-\xi _{t_{1}+s})={\mathcal {L}}(\xi _{t_{2}}-\xi _{t_{1}})} (тобто випадкові величини {\displaystyle \xi _{t_{2}+s}-\xi _{t_{1}+s}} і {\displaystyle \xi _{t_{2}}-\xi _{t_{1}}} однаково розподілені).
- 3. Для всіх {\displaystyle \omega \in \Omega } буде {\displaystyle \xi _{0}(\omega )=0} (процес починається в нулі).
- 4. При {\displaystyle h\to 0}:

- {\displaystyle M\xi _{h}=ah+o(h)};
- {\displaystyle M\xi _{h}^{2}=bh+o(h)};
- {\displaystyle M|\xi _{h}|^{3}=o(h)};

де {\displaystyle a\in \mathbb {R} ,b>0} — параметри, що визначають процес.

## Головна властивість
Якщо {\displaystyle (\xi _{t}),t\in [0,+\infty )} — вінерівський процес, то для всіх {\displaystyle t\in [0,+\infty ]} буде {\displaystyle \xi _{t}\simeq N(at,bt)} (при фіксації часу випадкова величина {\displaystyle \xi _{t}} має нормальний розподіл з параметрами at, bt).